# Saint-Privat-la-Montagne
Saint-Privat-la-Montagne (in tedesco Sankt Privat) è un comune francese di 1 623 abitanti situato nel dipartimento della Mosella nella regione del Grand Est.
Saint-Privat-la-Montagne, tra il 1871 e il 1918 e tra il 1940 e il 1944, era collocata sul confine franco-tedesco. La cittadina è stata scena di uno scontro nel 18 agosto 1870 tra i tedeschi di Federico Carlo di Prussia e i francesi del generale François Certain de Canrobert.

## Società

### Evoluzione demografica
Abitanti censiti